# La Mort au bout du fil
Pour plus de détails, voir Fiche technique et Distribution.
La Mort au bout du fil (Messages Deleted) est un thriller canadien réalisé et produit par Rob Cowan (en), sorti en 2010.
Écrit par Larry Cohen, le film a été tourné en anglais en Colombie-Britannique, au Canada et a été diffusé en direct-to-video le 27 septembre 2010. Le titre original est « Messages Deleted », signifiant en anglais « messages supprimés ». Le film met en vedette le canadien Matthew Lillard qui joue le rôle d'un enseignant de scénarisation qui a volé le scénario d’une de ses étudiantes qui, pour se venger, le force à vivre l'intrigue d’un scénario intitulé « Messages Deleted ».

## Synopsis
Dans une université, Joël Brand, un enseignant de scénarisation raté, explique à ses élèves comment écrire un bon scenario sans clichés.
Joël Brand a volé le scénario de Millie, une de ses étudiantes. Pour se venger, Millie prend le scénario intitulé « Messages Deleted», écrit par Adam Brickles, un ami de Joël, et fait vivre l’intrigue à Joël.
Millie force un protagoniste du scénario à appeler Joël et à lui laisser un message sur son répondeur où il lui supplie de lui venir en aide avec une voix tremblante. Pensant à une blague, Joël supprime le message.
Millie exécute sa victime. La personne qui l’avait appelée est retrouvée morte. Puis un autre protagoniste donne un appel téléphonique angoissant avant d’être tué, puis Claire, son ex petite amie est tué, jusqu’à ce que Joël découvre que Millie l’a pris pour cible parce qu’il a volé son scénario. Joël tue Millie et se retrouve en prison.

## Fiche technique
- Titre original : Messages Deleted
- Titre français : La Mort au bout du fil
- Titre québécois : La Mort au bout du fil
- Réalisation : Rob Cowan (en)
- Scénario : Larry Cohen
- Photographie : Stephen Jackson
- Musique : Jim Guttridge
- Production : Rob Cowan (en)
- Pays d'origine :  Canada
- Langue originale : anglais
- Format : couleur - 35 mm - 1,85:1 - son Dolby Digital
- Durée : 92 minutes
- Dates de diffusion :
  -  États-Unis : 27 septembre 2010
  -  France : 20 octobre 2010

## Distribution
- Matthew Lillard : Joel Brandt, le prof scénariste
- Gina Holden : Millie, étudiante de Joel
- Anna Galvin : Lisa Kwan
- Chiara Zanni (en) : Claire, l'ex de Joel
- Deborah Kara Unger : Detective Lavery
- Serge Houde : Detective Breedlove
- Woody Jeffreys : Patrick
- Michael Eklund : Adam Brickles, l'ami de Joel
- Ken Kramer : Ben Brandt
- Ildiko Ferenczi : Kathy
- Xantha Radley : Bev, l'infirmière
- Brandon Jay McLaren : Dude up Front
- Paul Lazenby : Tractor
- Biski Gugushe : Tech - Shrink
- Parm Soor (es) : Limo Driver
- Ben Cotton : Ken 'Sarge' Rivers
- David Orth : Jeremy Potter
- Patrick Gilmore : Kanter
- Courtney Vye : Britt
- Brenda McDonald : Femme qui crie
- Tom Braidwood : Sailorman
- Ashleigh Gryzko : Jeune femme AD
- Mackenzie Gray : Directeur
- Olivia Cheng (en) : Myrna

## Lieux de tournage
Le film a été tourné à l’hôpital psychiatrique Riverview Hospital (Coquitlam) (en) à Coquitlam, ainsi qu’à Vancouver (Colombie-Britannique, Canada).